# Mitscherlich-Gefäß

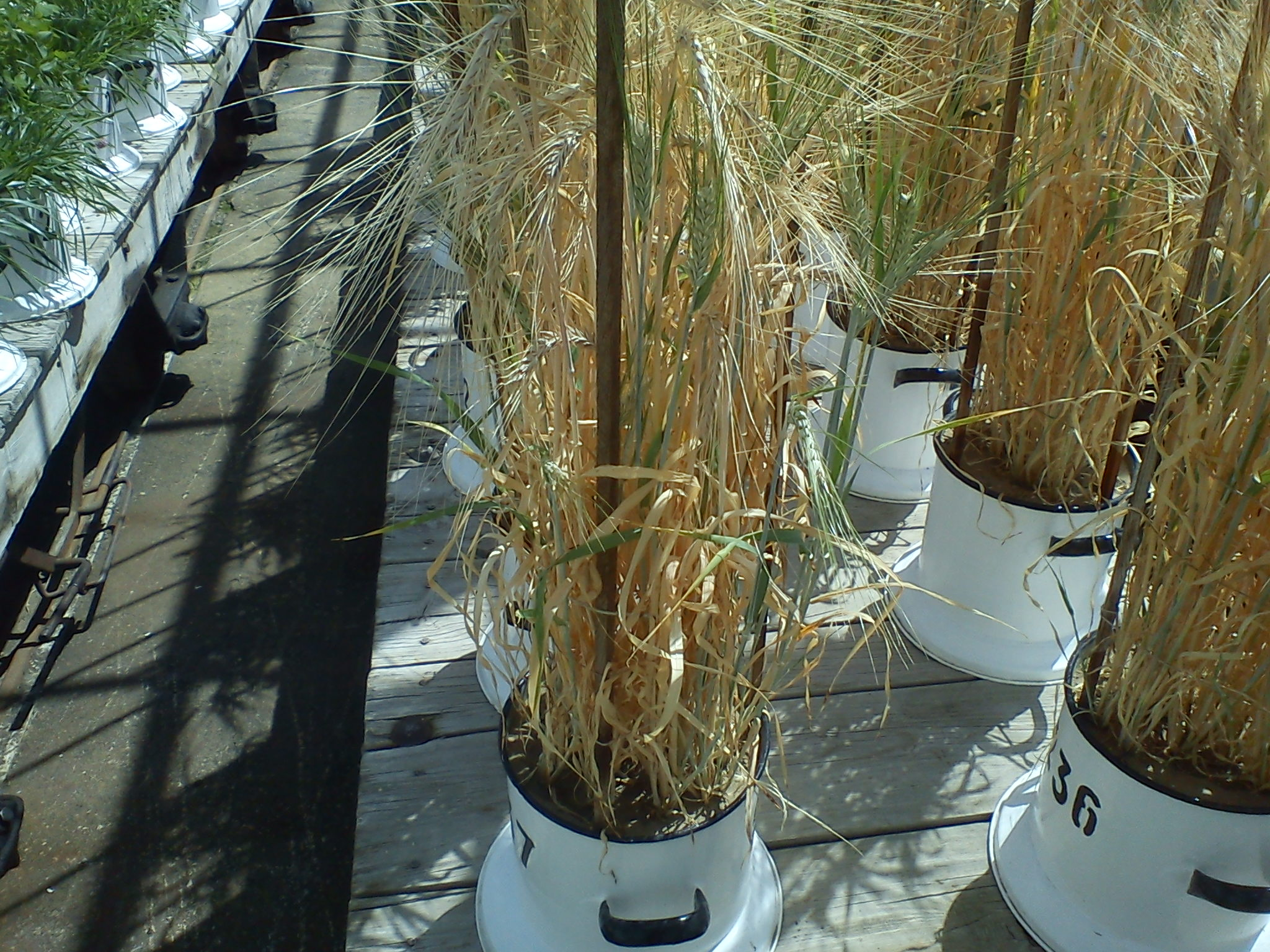
Mitscherlich-Gefäße mit Gerste

Das Mitscherlich-Gefäß ist ein von Eilhard Alfred Mitscherlich entwickeltes und nach ihm benanntes Versuchsgefäß, es dient der Ausführung von Gefäßversuchen im Pflanzenbau und in der Bodenkunde.

## Aufbau
Das Gefäß besteht aus drei Teilen, welche aus emailliertem Metallblech gefertigt werden:
- Oberteil, das ca. 6 kg Boden aufnehmen kann.
- Einlagescheibe, die die Öffnung auf der Unterseite des Oberteils bedeckt.
- Unterteil, das durch die bedeckte Öffnung sickerndes Wasser auffängt.

Der dreiteilige Aufbau stellt sicher, dass sich im Gefäß kein Wasser aufstauen kann. Überschüssiges Wasser sammelt sich im Unterteil. Dieses Wasser kann Nährstoffe enthalten, welche sich aus dem Boden im Gefäß herausgelöst haben. Insbesondere bei Gefäßversuchen zur Wirkung von Düngemitteln muss dieses Eluat aufgefangen werden, um das Versuchsergebnis nicht zu verfälschen.